# 数原英一郎
数原 英一郎（すはら えいいちろう、1948年7月19日 - ）は、日本の実業家。三菱鉛筆代表取締役会長。

## 来歴・人物
数原洋二の長男として東京都に生まれる。慶應義塾普通部、慶應義塾高等学校を経て、1971年慶應義塾大学工学部管理工学科卒業。1974年スタンフォード大学大学院修士課程修了。
帰国後、父・洋二が社長を務める三菱鉛筆に入社。1980年3月取締役藤岡工場長、1982年3月常務、1985年4月副社長、1987年3月代表取締役社長、2019年3月代表取締役会長兼社長、2020年3月代表取締役会長に就任。

## 家族・親族

### 数原家
（静岡県榛原郡初倉村（現島田市）、東京都）
英一郎の妻の祖父は増岡組の実質的な創業者・増岡登作で、妻の叔父は増岡組3代目社長の増岡重昂。鉄鋼ビルディング・増岡組・ビル管財顧問の増岡隆一は妻の従弟にあたるが（重昂の長男）、隆一の妻は眞崎大和鉛筆（三菱鉛筆の前身）の社長を務めた近藤賢二の曾孫にあたる。一方、増岡隆一の妻の叔父・高島孝之（隆一の義父・高島信之の弟にあたる。なお高島兄弟は近藤賢二の外孫である）は元三菱地所取締役・岩崎彦弥太（三菱財閥創業者・岩崎弥太郎の嫡孫で三菱の3代目総帥・岩崎久弥の長男）の三女と結婚している。三菱グループと三菱鉛筆は三菱の名称も使用するロゴマークも同じであるものの一切の資本・人的関係を持たないが、三菱鉛筆の現オーナー一族・数原家と三菱財閥の創業者一族・岩崎家は増岡家・高島家を通じて姻戚関係を持っているといえる。一方三菱鉛筆の前身・眞崎大和鉛筆の社長を輩出した近藤家もまた高島家を通じて数原家・増岡家・岩崎家と縁続きになっているといえる。 
- 祖父・三郎（元三菱鉛筆社長。死去)
- 父・洋二（三菱鉛筆社長・会長・名誉会長を経て相談役。死去)
- 弟・徹郎（三菱鉛筆副会長)
- 妻・真理子(広島県、政治家・増岡博之の次女）
- 長男・滋彦(三菱鉛筆社長)
- 次男・良彦
- 叔父・祥三（三菱鉛筆顧問。死去)

祥三の長男（英一郎の従弟にあたる）は三菱系のビールメーカー・麒麟麦酒に勤務している。
- 義兄・斉藤斗志二（政治家）斉藤の妻は増岡博之の長女。